# 花詠春
花詠春（？—？），字伯雅，號思白，又號魚南，贵州貴築（今贵阳）人，清朝政治人物，進士出身。

## 生平
江西布政使花杰長子。禮部員外郎花讌春之兄。嘉慶二十四年（1819年）登己卯恩科第二甲五十六名進士，選庶吉士，散館改內閣中書，後掌河南道監察御史，外放山東沂州府知府，官至雲南按察使，署布政使。